# Saison 3 de Violetta
Chronologie
Saison 2 Tini : La Nouvelle Vie de Violetta
Cet article présente les épisodes de la troisième saison de la série télévisée hispano-argentine Violetta.

## Distribution

### Acteurs principaux
| Acteur                | Personnages                  | Saisons    |
| Acteur                | Personnages                  | 3          |
| --------------------- | ---------------------------- | ---------- |
| Diego Ramos           | German Castillo              | Principal  |
| Martina Stoessel      | Violetta Castillo / Roxy     | Principale |
| Jorge Blanco          | Léon Vergas                  | Principal  |
| Mercedes Lambre       | Ludmila Ferro                | Principale |
| Damien Lauretta       | Alex Galán / Clément         | Principal  |
| Macarena Miguel       | Gery                         | Principale |
| Diego Domínguez Llort | Diego Hernadez               | Principal  |
| Lodovica Comello      | Francesca Cauviglia / Fausta | Principale |
| Facundo Gambandé      | Maxi Ponte                   | Principal  |
| Candelaria Molfese    | Camilla Torres               | Principale |
| Alba Rico             | Natalia Vidal                | Principale |
| Nicolas Garnier       | Andrès Clixio                | Principal  |
| Clara Alonso          | Angie / Angeles              | Principale |
| Ruggero Pasquarelli   | Federico                     | Principal  |
| Florencia Ortiz       | Priscila Ferro               | Principale |
| Samuel Nascimento     | Broadway                     | Principal  |
| Florencia Benítez     | Jade La Fontaine             | Principale |
| Joachim Berthold      | Mathias La Fontaine          | Principal  |
| Mirta Wons            | Olga Pena                    | Principale |
| Rodrigo Frampton      | Milton                       | Principal  |
| Nacho Gadano          | Nicolas Galan                | Principal  |
| Alfredo Allende       | Lisandro Ramallio            | Principal  |
| Ezequiel Rodriguez    | Grégorio Casal               | Principal  |
| Pablo Sultani         | Beto / Roberto               | Principal  |

### Acteurs recurrents
| Acteur                    | Personnages               | Saisons    |
| Acteur                    | Personnages               | 3          |
| ------------------------- | ------------------------- | ---------- |
| Alberto Fernández de Rosa | Antonio Fernández Vallejo | Recurrent  |
| Xabiani Ponce De León     | Marco Tavelli             | Recurrent  |
| Lucía Gil                 | Lena Vidal                | Recurrente |
| Soledad Comasco           | Marcela Parodi            | Recurrente |
| Julía Martínez Rubio      | Brenda                    | Recurrente |
| Javier LQ                 | Felipe Diaz               | Recurrent  |
| Justyna Bojczuk           | Matylda                   | Recurrente |

### Acteurs invités
| Acteur         | Acteur            | Personnages | Saisons |
| Acteur         | Acteur            | Personnages | 3       |
| -------------- | ----------------- | ----------- | ------- |
| Guido Pennelli | Guido Pennelli    | Sebas       | Invité  |
| Juan Ciancio   | Juan Ciancio      | Peter Punk  | Invité  |
| Gastón Vietto  | Gastón Vietto     | Mateo       | Invité  |
| R5             | Ross Lynch        | Lui-même    | Invités |
| R5             | Riker Linch       | Lui-même    | Invités |
| R5             | Rydel Linch       | Lui-même    | Invités |
| R5             | Rocky Linch       | Lui-même    | Invités |
| R5             | Ellington Ratliff | Elle-même   | Invités |

## Première partie:Une tournée, un retour

### Épisode 1:En Tournée
- Argentine : 28 juillet 2014 sur Disney Channel Latin America
- Espagne : 22 septembre 2014 sur Disney Channel España
- France, Belgique,  Suisse : 13 octobre 2014 sur Disney Channel France

### Épisode 2:Anniversaire Surprise pour Violetta!
- Argentine : 29 juillet 2014
- Espagne : 23 septembre 2014
- France, Belgique,  Suisse : 14 octobre 2014

Violetta s'inquiète vraiment mais Léon et Violetta finissent par redescendre.

### Épisode 3:Le Renouveau
- Argentine : 30 juillet 2014
- Espagne : 24 septembre 2014
- France, Belgique,  Suisse : 15 octobre 2014

### Épisode 4:De Nouvelles Romances
- Argentine : 31 juillet 2014
- Espagne : 25 septembre 2014
- France, Belgique,  Suisse : 16 octobre 2014

### Épisode 5:Rendez-vous ou Stratagème?
- Argentine : 1er août 2014
- Espagne : 26 septembre 2014
- France, Belgique,  Suisse : 17 octobre 2014

### Épisode 6:Léon à l'hôpital
- Argentine : 4 août 2014
- Espagne : 29 septembre 2014
- France, Belgique,  Suisse : 20 octobre 2014

- Aprendir a decir adios (francesca et camilla)
- Ser mejor (tous sauf leon)
- Podemos (alex)
- Amor en el aire (violetta)
- Nuestro camino (violetta)

### Épisode 7:De l'aide pour Jade
- Argentine : 5 août 2014
- Espagne : 30 septembre 2014
- France, Belgique,  Suisse : 21 octobre 2014

- Euforia (tous)
- Girar mi cancion (Alex)
- Como quieres (Violetta)

### Épisode 8:Sœurs ou ennemies?
- Argentine : 6 août 2014
- Espagne : 1er octobre 2014
- France, Belgique,  Suisse : 22 octobre 2014

### Épisode 9:Choisir entre le mensonge et la vérité
- Argentine : 7 août 2014
- Espagne : 2 octobre 2014
- France, Belgique,  Suisse : 23 octobre 2014

### Épisode 10:Une inauguration en chansons
- Argentine : 8 août 2014
- Espagne : 3 octobre 2014
- France, Belgique,  Suisse : 24 octobre 2014

### Épisode 11:Quelque chose de nouveau
- Argentine : 11 août 2014
- Espagne : 6 octobre 2014
- France, Belgique,  Suisse : 27 octobre 2014

### Épisode 12:L'Adieu du Studio On Beat
- Argentine : 12 août 2014
- Espagne : 7 octobre 2014
- France, Belgique,  Suisse : 28 octobre 2014

### Épisode 13:La première victoire de Milton
- Argentine : 13 août 2014
- Espagne : 8 octobre 2014
- France, Belgique,  Suisse : 29 octobre 2014

### Épisode 14:Aller-retour de Ludmila
- Argentine : 14 août 2014
- Espagne : 9 octobre 2014
- France,  Belgique,  Suisse : 30 octobre 2014

### Épisode 15:Vacances compliqués
- Argentine : 15 août 2014
- Espagne : 10 octobre 2014
- France, Belgique,  Suisse : 31 octobre 2014

### Épisode 16:Le Secret de Marco
- Argentine : 18 août 2014
- Espagne : 13 octobre 2014
- France, Belgique,  Suisse : 3 novembre 2014

### Épisode 17:Un amoureux de trop
- Argentine : 19 août 2014
- Espagne : 14 octobre 2014
- France, Belgique,  Suisse : 4 novembre 2014

### Épisode 18:Le piège de Andrés
- Argentine : 20 août 2014
- Espagne : 15 octobre 2014
- France, Belgique,  Suisse : 5 novembre 2014

Francesca évite Diego de peur de faire de faire de la peine à Marco et Violetta .
Jade invite Herman à la voir chanter dans l'hotel de Nicholas , et il accepte pour se débarrasser d'elle . pendant ce temps au studio les élèves se prépare pour la tournée alors qu'Alex essaye d'y échapper se rendant compte qu'il ne pourrait alors plus cacher son secret .une série de vols inquiètent les élèves poussant Andres à jouer les détectives , et finalement il accuse Alex , fort heureusement Violetta le défend et prouve son innocence . 

### Épisode 19:Chasse au voleur
- Argentine : 21 août 2014
- Espagne : 16 octobre 2014
- France, Belgique,  Suisse : 6 novembre 2014

### Épisode 20:Vieux Souvenirs
- Argentine : 22 août 2014
- Espagne : 17 octobre 2014
- France, Belgique,  Suisse : 7 novembre 2014

## Deuxième partie:Violetta est perdue

### Épisode 21:La Mort d'Antonio
- Argentine : 25 août 2014
- Espagne : 20 octobre 2014
- France, Belgique,  Suisse : 10 novembre 2014

### Épisode 22:Rupture et Décisions
- Argentine : 26 août 2014
- Espagne : 21 octobre 2014
- France, Belgique,  Suisse : 11 novembre 2014

### Épisode 23:Violetta peut se passer de Youmix?
- Argentine : 27 août 2014
- Espagne : 22 octobre 2014
- France, Belgique,  Suisse : 12 novembre 2014

### Épisode 24:Angie est de retour!
- Argentine : 28 août 2014
- Espagne : 23 octobre 2014
- France, Belgique,  Suisse : 13 novembre 2014

### Épisode 25:Roxy arrive!
- Argentine : 29 août 2014
- Espagne : 24 octobre 2014
- France, Belgique,  Suisse : 14 novembre 2014

### Épisode 26:Deux filles originales
- Argentine : 1er septembre 2014
- Espagne : 27 octobre 2014
- France, Belgique,  Suisse : 17 novembre 2014

### Épisode 27:Réaction Chimique
- Argentine : 2 septembre 2014
- Espagne : 28 octobre 2014
- France,  Belgique,  Suisse : 18 novembre 2014

### Épisode 28:Fictions
- Argentine : 3 septembre 2014
- Espagne : 29 octobre 2014
- France, Belgique,  Suisse : 19 novembre 2014

### Épisode 29:Une nouvelle chez les Rock Bones
- Argentine : 4 septembre 2014
- Espagne : 30 octobre 2014
- France, Belgique,  Suisse : 20 novembre 2014

### Épisode 30:C'est le mariage!
- Argentine : 5 septembre 2014
- Espagne : 31 octobre 2014
- France, Belgique,  Suisse : 21 novembre 2014

### Épisode 31:Vie dure pour Ludmila
- Argentine : 8 septembre 2014
- Espagne : 3 novembre 2014
- France, Belgique,  Suisse : 24 novembre 2014

### Épisode 32:Duel en chansons
- Argentine : 9 septembre 2014
- Espagne : 4 novembre 2014
- France, Belgique,  Suisse : 25 novembre 2014

### Épisode 33:Le choix de Léon
- Argentine : 10 septembre 2014
- Espagne : 5 novembre 2014
- France, Belgique,  Suisse : 26 novembre 2014

### Épisode 34:Calculs sentimentaux
- Argentine : 11 septembre 2014
- Espagne : 6 novembre 2014
- France, Belgique,  Suisse : 27 novembre 2014

### Épisode 35:Bouge ton corps!
- Argentine : 12 septembre 2014
- Espagne : 7 novembre 2014
- France, Belgique,  Suisse : 28 novembre 2014

Ludmilla et Violetta font un marché pour que Ludmilla ne dise pas la vérité à Léon à propos de Roxy.
C'est le jour du spectacle du studio et les garçons chantent Salta, Roxy,Fausta et Camilla chantent A mi lado en même temps, Angie découvre que Violetta se faisait passer pour Roxy. Milton Vinicius fait venir un ami et le fait passer pour un responsable d'une autre radio en vue d'un sponsor.

### Épisode 36:Roxy ou Violetta?
- Argentine : 15 septembre 2014
- Espagne : 10 novembre 2014
- France, Belgique,  Suisse : 1er décembre 2014

Federico et Ludmilla se remettent ensemble même si Ludmilla continue de lui mentir à propos de You Mix. Broadway apprend la vérité sur Roxy et Fausta. Camilla lui demande de garder le secret. Léon croit que Violetta veut éloigner Roxy de lui.  Gregorio a des doutes sur Milton à propos du sponsor. Violetta fait un rêve dans lequel Léon découvre la vérité. Elle veut tous lui avouer. Nata propose à Ludmilla ses compositions pour qu'elle les propose à Marotti mais cette dernière refuse.
Chansons :  Ser quien soy (Diego)
```
                   Quiero (Violetta)
```

### Épisode 37:Au revoir, Roxy
- Argentine : 16 septembre 2014
- Espagne : 11 novembre 2014
- France, Belgique,  Suisse : 2 décembre 2014

Roxy fait ses adieux à Léon. Maxi est lui aussi au courant du secret de Violetta. Léon suit Roxy jusque dans un bar. Puis lui échapper, Francesca met la perruque de Roxy et Léon croit que Roxy et Violetta déjeune ensemble ce qui le rend en colère. Diego fait semblant d'avoir rompu avec Fausta pour pouvoir vivre son histoire avec Francesca sans se mettre Andrés sur le dos.
Chanson :
- Nel mio mundo (Ludmilla et Federico) ;
- Aprendir à decir adios (Francesca et Diego).

### Épisode 38:Une Fausta Imaginaire
- Argentine : 17 septembre 2014
- Espagne : 12 novembre 2014
- France, Belgique,  Suisse : 3 décembre 2014

### Épisode 39:Baisers et Licenciements
- Argentine : 18 septembre 2014
- Espagne : 13 novembre 2014
- France, Belgique,  Suisse : 4 décembre 2014

### Épisode 40:Droit vers la dérive
- Argentine : 19 septembre 2014
- Espagne : 14 novembre 2014
- France, Belgique,  Suisse : 5 décembre 2014

## Troisième partie:Amour ou Haine?

### Épisode 41:Mentir n'est pas la solution
- Argentine : 17 novembre 2014
- Espagne : 12 janvier 2015
- France, Belgique,  Suisse : 2 février 2015

### Épisode 42:La vraie Priscilla
- Argentine : 18 novembre 2014
- Espagne : 13 janvier 2015
- France, Belgique,  Suisse : 3 février 2015

Clément et Gery conspirent pour faire oublier Leon à Violetta.

### Épisode 43:Est ce vraiment terminé?
- Argentine : 19 novembre 2014
- Espagne : 14 janvier 2015
- France, Belgique,  Suisse : 4 février 2015

### Épisode 44:La déception de Gery
- Argentine : 20 novembre 2014
- Espagne : 15 janvier 2015
- France, Belgique,  Suisse : 5 février 2015

### Épisode 45:La vérité sur Francesca et Diego
- Argentine : 21 novembre 2014
- Espagne : 16 janvier 2015
- France, Belgique,  Suisse : 6 février 2015

### Épisode 46:Une amitié en danger[1/2]
- Argentine : 24 novembre 2014
- Espagne : 19 janvier 2015
- France, Belgique,  Suisse : 9 février 2015

### Épisode 47:Une amitié en danger[2/2]
- Argentine : 25 novembre 2014
- Espagne : 20 janvier 2015
- France, Belgique,  Suisse : 10 février 2015

### Épisode 48:A nouveau amies!
- Argentine : 26 novembre 2014
- Espagne : 21 janvier 2015
- France, Belgique,  Suisse : 11 février 2015

- Aprendir a decir adios (Francesca et diego)
- Underneath it all (Violetta)
- Nuestro camino (Leon et Violetta)
- Encender nuestra luz (Camilla)
- We can (Leon et Matilda)
- Luz camara action (Federico)

### Épisode 49:Jade se marie enfin!
- Argentine : 27 novembre 2014
- Espagne : 22 janvier 2015
- France, Belgique,  Suisse : 12 février 2015

- Nel mio mundo (Francesca et le producteur)
- Codigo amistas (Francesca, Violetta et Camilla)
- Quiero (Ludmilla et Federico)
- Dile que si (Olga, Ramallo et Robero)
- Ser mejor (Violetta, Ramallo et Roberto)
- Habla si puedes (Federico)
- Be better (Maxi, Matilda)

### Épisode 50:Ensemble à nouveau
- Argentine : 28 novembre 2014
- Espagne : 23 janvier 2015
- France, Belgique,  Suisse : 13 février 2015

### Épisode 51:Le mail du danger
- Argentine : 1er décembre 2014
- Espagne : 26 janvier 2015
- France, Belgique,  Suisse : 16 février 2015

### Épisode 52:L'aide de Jade?
- Argentine : 2 décembre 2014
- Espagne : 27 janvier 2015
- France, Belgique,  Suisse : 17 février 2015

### Épisode 53:Les filles mènent la danse
- Argentine : 3 décembre 2014
- Espagne : 28 janvier 2015
- France, Belgique,  Suisse : 18 février 2015

### Épisode 54:Un baiser qui brise tout
- Argentine : 4 décembre 2014
- Espagne : 29 janvier 2015
- France, Belgique,  Suisse : 19 février 2015

### Épisode 55:Une découverte amère
- Argentine : 5 décembre 2014
- Espagne : 30 janvier 2015
- France, Belgique,  Suisse : 20 février 2015

### Épisode 56:La nouvelle directrice
- Argentine : 8 décembre 2014
- Espagne : 2 février 2015
- France, Belgique,  Suisse : 23 février 2015

### Épisode 57:Fête d'adieu
- Argentine : 9 décembre 2014
- Espagne : 3 février 2015
- France, Belgique,  Suisse : 24 février 2015

### Épisode 58:Le bonheur de Nata
- Argentine : 10 décembre 2014
- Espagne : 4 février 2015
- France, Belgique,  Suisse : 25 février 2015

### Épisode 59:German est amoureux
- Argentine : 11 décembre 2014
- Espagne : 5 février 2015
- France, Belgique,  Suisse : 26 février 2015

### Épisode 60:C'est parti pour chanter!
- Argentine : 12 décembre 2014
- Espagne : 6 février 2015
- France, Belgique,  Suisse : 27 février 2015

## Quatrième partie:Un rêve ensemble

### Épisode 61:Un couple heureux
- Argentine : 12 janvier 2015
- Espagne : 9 février 2015
- France, Belgique,  Suisse : 2 mars 2015

### Épisode 62:Une rivale pour Olga
- Argentine : 13 janvier 2015
- Espagne : 10 février 2015
- France, Belgique,  Suisse : 3 mars 2015

### Épisode 63:La réouverture
- Argentine : 14 janvier 2015
- Espagne : 11 février 2015
- France, Belgique,  Suisse : 4 mars 2015

### Épisode 64:Amies pour toujours
- Argentine : 15 janvier 2015
- Espagne : 12 février 2015
- France, Belgique,  Suisse : 5 mars 2015

### Épisode 65:Pablo revient au Studio
- Argentine : 16 janvier 2015
- Espagne : 13 février 2015
- France, Belgique,  Suisse : 6 mars 2015

### Épisode 66:Priscila est furieuse
- Argentine : 19 janvier 2015
- Espagne : 16 février 2015
- France, Belgique,  Suisse : 9 mars 2015

### Épisode 67:Poussée dans les escaliers
- Argentine : 20 janvier 2015
- France, Belgique,  Suisse : date inconnue

### Épisode 68:Qui est le menteur?
- Argentine : 21 janvier 2015
- France, Belgique,  Suisse : date inconnue

### Épisode 69:Piège pour Violetta et Léon
- Argentine : 22 janvier 2015
- France, Belgique,  Suisse : date inconnue

Violetta et Léon savent maintenant la vérité. Violetta attend que son père et Angie arrivent et elle dit la vérité, cependant Priscilla entend tout. Un peu plus tard, un policier arrive et emmène Priscilla et le dvd. German et Violetta réconfortent Ludmilla. Angie, German, Ludmilla, Léon et Violetta sont au salon quand 2 autres policiers arrivent et là, tous comprennent que Priscilla s'est échappée grâce à ce policier. Violetta propose à Ludmilla de chanter avec elle. Gery met au point un plan avec Alex : prendre les tablettes de Léon et Violetta. Jade et Mathias qui essayent d'avoir un peu d'argent n'y arrivent pas, et Jade n'arrive pas à oublier Nicolas et Mathias se rend compte qu'elle oublie German et tombe amoureuse de Nicolas. Au studio, tous les élèves font des excuses à Ludmilla. Jade veut parler à German. Alejandro Vasquez propose à Camilla de jouer dans son prochain film. Gery et Alex ont les tablettes de Léon et Violetta et se font passer pour eux en discutant sur le chat. Le père de Ludmilla arrive grâce à Federico. Gery pense réussir à les séparer.
- (nouveaux eleves)
- Amor en el aire (leon)
- Abrazame y veras (leon)
- Abrazame y veras (violetta)
- Abrazame y veras (violetta)
- Entre dos mundos (leon et ross)
- Abrazame y veras(violetta et leon)

### Épisode 70:Le père de Ludmila
- Argentine : 23 janvier 2015
- France, Belgique,  Suisse : date inconnue

### Épisode 71:La vérité sur Alex!
- Argentine : 26 janvier 2015
- France, Belgique,  Suisse : date inconnue

### Épisode 72:Pleurer selon Camila
- Argentine : 27 janvier 2015
- France, Belgique,  Suisse : date inconnue

### Épisode 73:Collé sur une chaise
- Argentine : 28 janvier 2015
- France, Belgique,  Suisse : date inconnue

### Épisode 74:Un nouveau propriétaire
- Argentine : 29 janvier 2015
- France, Belgique,  Suisse : date inconnue

### Épisode 75:Juste à deux
- Argentine : 30 janvier 2015
- France, Belgique,  Suisse : date inconnue

### Épisode 76:Une vengeance qui va trop loin
- Argentine : 2 février 2015
- France, Belgique,  Suisse : date inconnue

### Épisode 77:Faits pour être ensemble
- Argentine : 3 février 2015
- France, Belgique,  Suisse : date inconnue

### Épisode 78:Voyage à Séville
- Argentine : 4 février 2015
- France, Belgique,  Suisse : date inconnue

### Épisode 79:Découvertes importantes
- Argentine : 5 février 2015
- France, Belgique,  Suisse : date inconnue

### Épisode 80:La fin d'un nouveau départ
- Argentine : 6 février 2015
- France, Belgique,  Suisse : date inconnue

Léon et Violetta promettent que plus rien ne les séparera. Francesca et Diego s'embrassent mais ne reviennent de suite car ils passent une nuit sur un bateau romantique. Au petit-déjeuner Angie et German s'ignorent. Nicolas offre à Mathias une voiture pour le remercier. Léon et Violetta pardonnent Clément et Gery. Tout le monde va visiter Séville et rencontre le frère d'Antonio qui s'appelle Pedro dans la première école qu'Antonio a fondée. Violetta dit à son père pourquoi il ne lui a pas dit qu'il avait étudié ici en lui disant qu'il n'était pas bon mais le frère d'Antonio lui dit qu'il était le meilleur. Ramallo demande en mariage Olga.
Diego et Francesca monte dans un taxi où il y a leur plus grand fan qui leur fait chanter toute la tournée dans son taxi rempli de posters et de photos. German réfléchit et pense à tout ce que Violetta et Angie ont dit.
Avant le spectacle, Diego et Francesca reviennent enfin.
Les garçons chantent Solo pienso ti, Violetta et Leon, Abrazame y veras et tout le monde chante et danse sur Crecimos Juntos. À la fin du spectacle German fait sa demande en mariage devant Angie qui accepte. Après leur dernière année au Studio tout le monde fait ses adieux et se rappellent leurs souvenirs y compris Violetta lors de sa première année au Studio 21 (qui a été renommé Studio on Beat).